# Ex libris

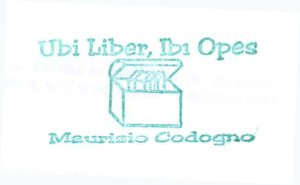
Esempio personalizzato di un "ex libris" sotto forma di timbro.
Il motto sopra il forziere con i libri recita: "Dove c'è un libro ci sono le ricchezze"

Un ex libris (abbreviazione del latino "ex libris meis", "dai miei libri") è un'etichetta, solitamente ornata di un motto e di uno stemma (o altra rappresentazione grafica), che si applica su un libro per indicarne il proprietario. 

## Origini
Il primo ex libris religioso che è rinvenuto negli archivi risale al 1400 e appartiene al religioso bavarese Hans Knabensberg.
Il primo ex libris in assoluto rimane quello creato da Albrecht Dürer per Hieronymus Ebner.

## Descrizione

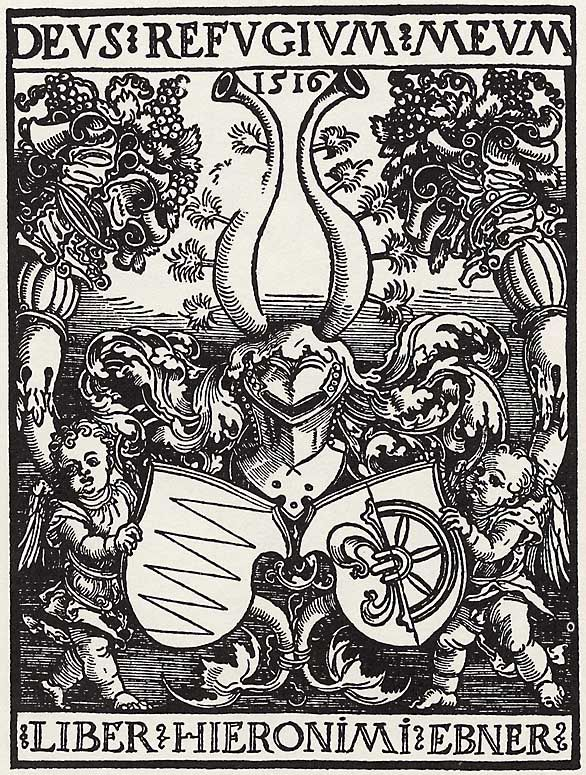
Ex libris Hieronymus Ebner

L'ex libris può fungere anche come contrassegno apposto nella parte interna della prima pagina di copertina dei volumi catalogati in una biblioteca privata. L'etichettatura può essere cartacea, in materiali pregiati quali cuoio o pergamena, o sotto forma di timbro, in questo caso, a inchiostro, a lacca, a fuoco o altro.
Ha assunto spesso forme pregevoli che ne hanno fatto oggetto di collezione. Infatti, sovente il termine viene usato nell'ambito del collezionismo.
Un'originale forma contemporanea di ex libris è quella adottata per identificare i testi appartenenti ai circuiti di bookcrossing. Formalmente analogo a un classico ex libris, identifica il proprietario, in questo caso collettivo, e il riferimento di catalogo di un'immensa biblioteca mondiale.
Ragguardevole rimane la raccolta del British Museum con circa centomila esemplari, mentre a Milano è famosa la collezione di Achille Bertarelli, custodita nei musei del Castello Sforzesco.
Da menzionare è anche la collezione di Mario de Filippis di Arezzo, con 130 000 pezzi (di cui oltre 13 000 a suo nome) realizzati da artisti di tutto il mondo con ogni tecnica conosciuta. È stato presente per molti anni nel Guinness dei primati.
Nel tempo la concezione dell'ex libris si è modificata. Oggi alla funzione originaria di contrassegno di proprietà libraria si è sostituita quella di "piccola grafica d'arte dedicata", secondo la definizione coniata dal professor Paolo Bellini, con una finalità prevalentemente collezionistica regolata per lo più dalla pratica dello scambio in occasione di convegni e incontri appositamente organizzati. In opposizione a questa mutazione, ritenuta da molti uno snaturamento, Egisto Bragaglia ha proposto, nel 2008, "L'ex libris del bibliofilo", una sorta di manifesto per un ritorno ai valori originari dell'ex libris. Tra gli artisti che hanno partecipato all'iniziativa si ricordano Luigi Casalino, Furio De Denaro, Bruno Gozzo, Lanfranco Lanari, Valerio Mezzetti, Bruno Missieri e Vincenzo Piazza.

## Galleria d'immagini

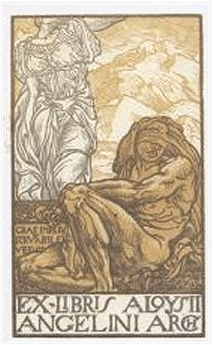
Ex libris di Antonello Moroni per Angelini
Ex libris di Gustavo Borzaga per Adolfine Bartke
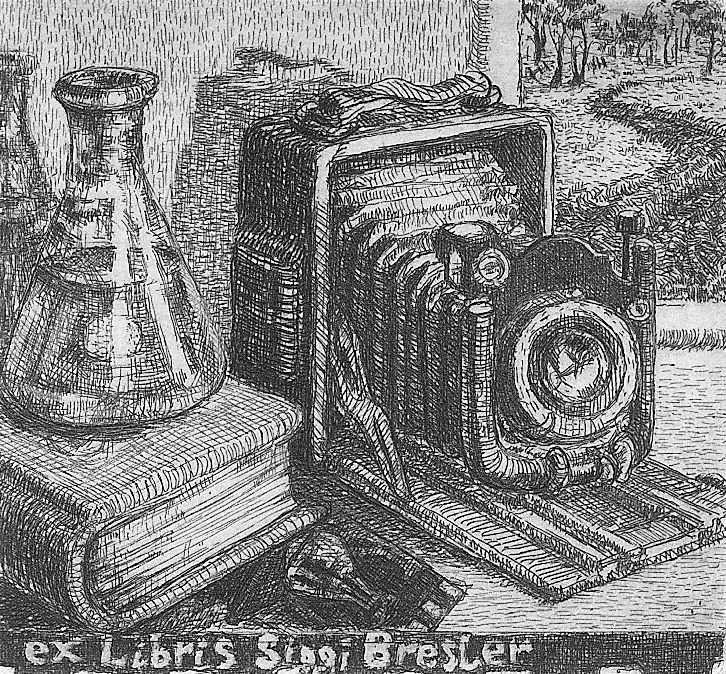
Ex libris di Carla Fusi per Siegfried Bresler
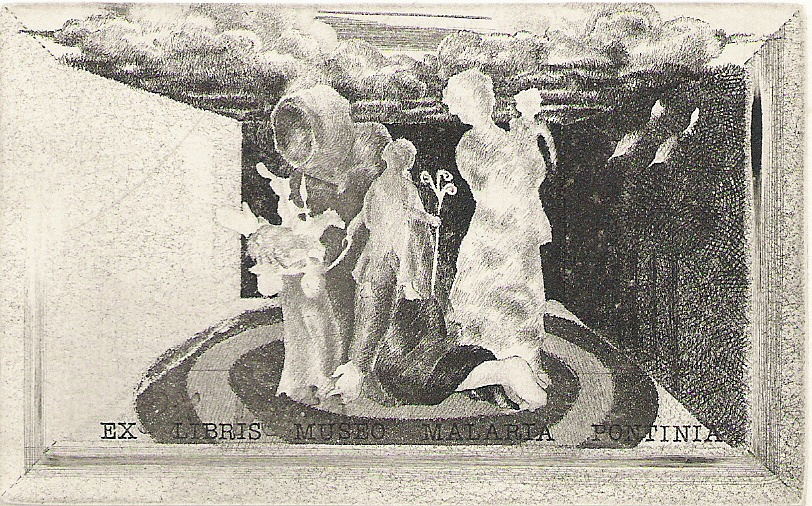
Ex libris di Annalisa Franzoni per Museo Malaria Pontinia
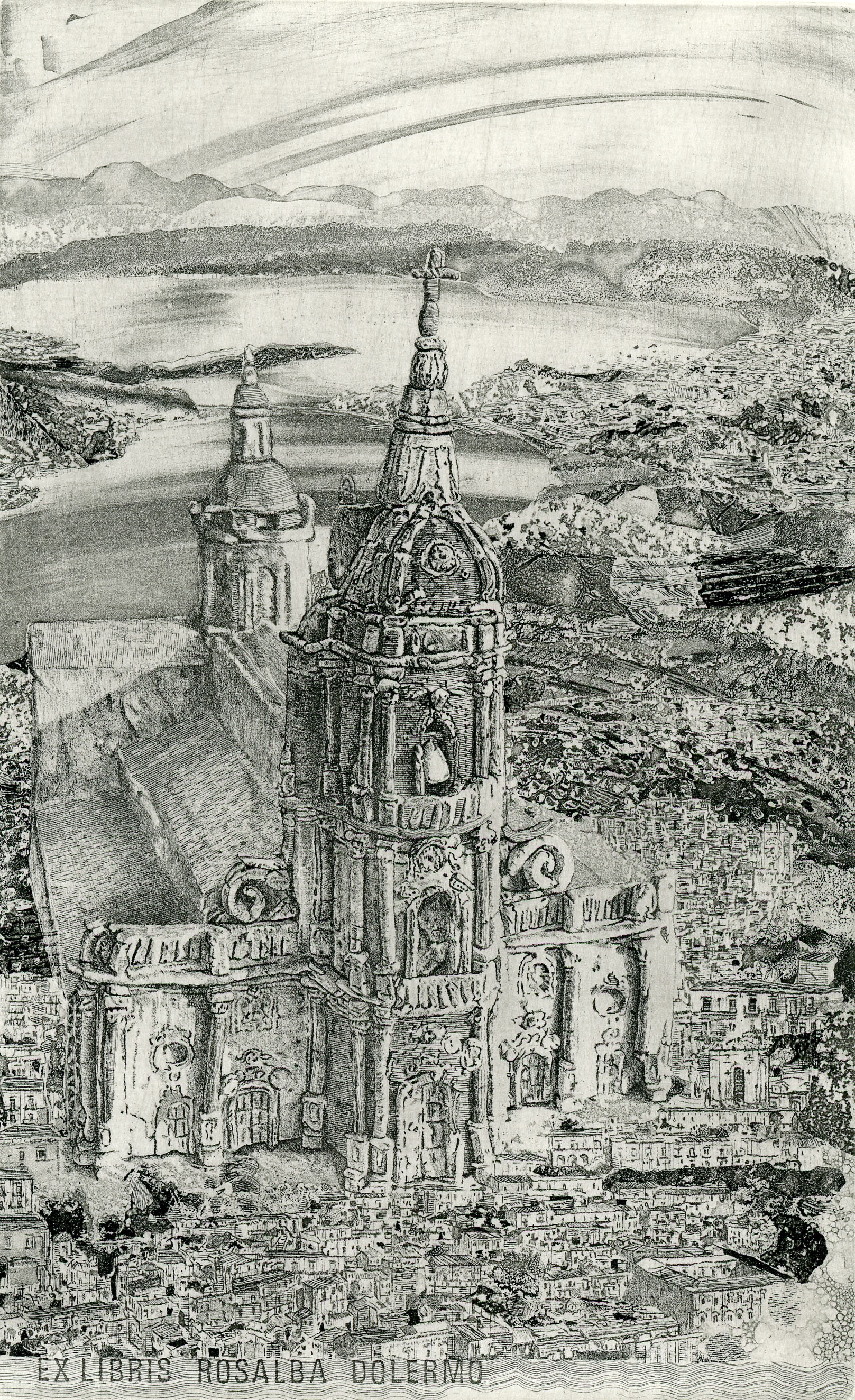
Ex libris di Toni Pecoraro per Rosalba Dolermo